# Santa Fe del Penedès
Santa Fe del Penedès (em catalão e oficialmente) ou Santa Fe del Panadés (em castelhano) é um município da Espanha na comarca do Alt Penedès, província de Barcelona, comunidade autónoma da Catalunha. Tem 3,37 km² de área e em 2021 tinha 378 habitantes (densidade: 112,2 hab./km²).

## Demografia
| Variação demográfica do município entre 1991 e 2004[carece de fontes?] | Variação demográfica do município entre 1991 e 2004[carece de fontes?] | Variação demográfica do município entre 1991 e 2004[carece de fontes?] | Variação demográfica do município entre 1991 e 2004[carece de fontes?] |
| ---------------------------------------------------------------------- | ---------------------------------------------------------------------- | ---------------------------------------------------------------------- | ---------------------------------------------------------------------- |
| 1991                                                                   | 1996                                                                   | 2001                                                                   | 2004                                                                   |
| 200                                                                    | 233                                                                    | 317                                                                    | 336                                                                    |